# Катунци
 Тази статия е за селото в Пиринска Македония.  За селото в Тракия вижте Катуница.  
Кату̀нци е село в Югозападна България. То се намира в община Сандански, област Благоевград.

## География
Село Катунци се намира в Санданско-Петричката котловина в югозападното подножие на Пирин планина, на 166 м.н.в. Климатът е преходносредиземноморски с летен минимум и зимен максимум на валежите. Средната годишна валежна сума е около 550 мм. В селото са измерени едни от най-високите средни юлски температури в България – около 29 °C. През землището на Катунци тече река Пиринска Бистрица. Около селото има лечебни минерални извори.

## История
Село Катунци е селище с богато историческо минало. В землището на селото са открити археологически останки от различни епохи и цивилизации. През 1916 година при направата на мост на река Пиринска Бистрица при селото са разкрити основите на раннохристиянска църква, от V – VI век, чийто под е бил покрит с мозайка с геометрични мотиви.
Данните за възникването на селото са оскъдни. Първите писмени сведения датират от 1220 година, когато селището се споменава под името Катуница. В тази година владетелят на Мелник – деспот Алексий Слав, издава грамота, с която задължава жителите на селото да работят и плащат данък на построения от него манастир „Света Богородица Спилеотиса“ в Мелник. Селото (Катуница) се споменава през 1365 година в инвентарен опис на манастира „Света Богородица Спилеотиса“, издаден от деспот Йоан Углеша, във връзка с наличието тук на поземлена манастирска собственост и мелница.
През XIX век Катунци е малко село, числящо се към Демирхисарска кааза. Близо до Катунци е било селището Опалник, днес махала на селото. В „Етнография на вилаетите Адрианопол, Монастир и Салоника“, издадена в Константинопол в 1878 година и отразяваща статистиката на населението от 1873 година, Катуница (Katounitsa) е посочено като село с 65 домакинства със 100 жители мюсюлмани и 80 жители българи, а Обалник (Obalnik) като село с 16 домакинства и 10 жители мюсюлмани и 35 българи.
В 1891 година Георги Стрезов пише за селото:
| „ | Катунци, чифлик на десния бряг от Бистрица. 5 часа на С от Демир Хисар. Тук става пазар всекой вторник, дето се стичат селяне от Пирин и Мелничко. Почва плодородна; има и оризници. Чисто гюпско село; и 3 къщи турци. 22 цигански къщи. | “ |

В „Пътуване по долините на Струма, Места и Брегалница“, Васил Кънчов съобщава, че селото брои 50 цигански къщи и в него се провежда добър пазар на коне. Опалник е с 15 български къщи. Според известната статистиката на Кънчов („Македония. Етнография и статистика“) към 1900 година в Катунци, Демирхисарска каза, живеят 60 турци и 120 цигани, а в Опалник, Мелнишка каза – 95 българи.
В началото на XX век Опалник е под върховенството на Българската екзархия. По данни на секретаря на екзархията Димитър Мишев („La Macédoine et sa Population Chrétienne“) през 1905 година в Опалник (Opalnik) има 80 българи екзархисти.
В 1913 година Катунци е опожарено и престава да съществува до 1922 година, когато е заселено отново от българи-бежанци от Егейска Македония. Катунци става пазарен център на селскотопански стоки и добитък, а центърът е осеян с дюкяни, част от притежателите на които не живеят в селото.
През 1931 година се открива и училище в къщата на Стефан Кацаров. В 1935 година е основано читалище „Просвета“.

## Население

### Етнически състав
Преброяване на населението през 2011 г.
Численост и дял на етническите групи според преброяването на населението през 2011 г.:
|                     | Численост |
| Общо                | 1360      |
| Българи             | 1273      |
| Турци               | -         |
| Цигани              | 4         |
| Други               | -         |
| Не се самоопределят | -         |
| Неотговорили        | 73        |

## Редовни събития
- Традиционният събор на селото и храмов празник на местната църква се провежда ежегодно на Успение Богородично- 15 август.
- На втория ден на Великден се прави курбан при черква „Свети Теодор Тирон“, възстановена с доброволен труд.

- Кметството на село Катунци
- Централният площад
- Читалище „Просвета – 1935“
- Основно училище „Христо Ботев“
- Църква „Св. Атанасий“
- Новата църква „Успение Богородично“
- Пощенският клон
- Паметната плоча на стената на читалището